# Iulie 1996
Acest articol este generat integral pe baza informațiilor din articolul 1996 și este actualizat periodic de un robot.
 Editările făcute în articol vor fi șterse la următoarea actualizare! Dacă doriți să faceți modificări, editați articolul-sursă.

ianuarie -
februarie -
martie -
aprilie -
mai -
iunie -
iulie -
august -
septembrie -
octombrie -
noiembrie -
decembrie
Iulie 1996 a fost a șaptea lună a anului și a început într-o zi de luni.

## Evenimente
- 5 iulie: Banca Națională a României a hotărât să trimită instanței judecătorești situația financiară a băncilor Dacia Felix și Credit Bank pentru a se hotărî lichidarea sau redresarea acestora. Sunt primele bănci mari în faliment și cu președinți arestați.
- 5 iulie: Oaia Dolly, primul mamifer clonat din celule adulte, s-a născut la Roslin Institute în Midlothian, Scoția. Dolly a murit pe 14 februarie 2003.
- 8 iulie: Martina Hingis devine cea mai tânără persoană (15 ani și 282 zile) din istoria Wimbledonului care câștigă turneul la dublu femei.
- 11 iulie: Ziarul Evenimentul zilei publică lista celor șapte care au împrumutat de la  băncile Dacia Felix și Credit Bank uitând să mai dea înapoi, suma de 1.570,9 miliarde lei, aducându-le în pragul falimentului. Printre aceștia: Sever Mureșan - 1.178 miliarde lei și Ilie Alexandru - 20,9 miliarde lei.[1]
- 19 iulie: Jocurile Olimpice de vară de la Atlanta, Georgia, SUA, sunt deschise de președintele Bill Clinton. România se clasează pe locul 14, cu patru medalii de aur, patru de argint și șase de bronz.
- 19 iulie:  Unul dintre motivele pentru care mai mulți congresmeni americani au pledat pentru a se amâna acordarea clauzei națiunii celei mai favorizate, pe bază permanentă României, a fost acela că în anul electoral 1996 forțele politice din România pot folosi acest succes al politicii externe pentru a câștiga capital electoral și a influența rezultatele alegerilor. Mircea Geoană, ambasadorul României în Statele Unite a transmis însă americanilor promisiunea oficialităților de la București că acest lucru nu se va întâmpla.[2] Legea a fost votată de Senatul american.
- 20 iulie: Adrian Păunescu, candidatul PSM la Președinția țării, este primul care își începe campania electorală, printr-un miting la Craiova, în compania cenaclului „Totuși iubirea”. A promis că va asigura dreptul la muncă pentru toți, un salariu mediu de 200 dolari, 300.000 de apartamente noi construite în 4 ani, 600.000 de noi locuri de muncă, etc.[3]
- 22 iulie: Ion Iliescu declară că întârzierea acordării clauzei s-a datorat și unor oameni politici ai Opoziției care au făcut propagandă, în străinătate, împotriva acordării clauzei și că Emil Constantinescu, deși a fost în America, n-a făcut nimic pentru ca România să primească clauza.[2] Nicolae Văcăroiu a precizat și el că obținerea clauzei este un succes al guvernării sale.[2]
- 22 iulie: În incinta Camerei Reprezentanților a Congresului Statelor Unite a avut loc o conferință de presă la care au fost făcute publice două scrisori ale unor congresmeni americani. Președintele Comisiei de Securitate și Cooperare în Europa îi transmite lui Ion Iliescu dezamăgirea sa provocată de atitudinea șefului statului român și a primului-ministru care au încălcat promisiunea de a nu folosi acordarea clauzei în luptele electorale. A doua scrisoare este adresată lui Emil Constantinescu în care se precizează „Din discuțiile anterioare purtate cu dvs. știam că nu sunteți împotriva acordării clauzei pentru România și acesta a fost un motiv important pentru care am votat legea“.[2] Anumiți congresmeni intervin pe lângă președintele Clinton pentru ca acesta să nu promulge legea prin care se acordă clauza României.[2]
- 24 iulie: Ion Iliescu îi invită la Cotroceni pe Emil Constantinescu și Petre Roman și reușește să-i convingă să semneze împreună o declarație în care s-a consemnat: clauza „a fost acordată României și poporului român și este, deopotrivă, rezultatul demersurilor oficialităților și ale forțelor politice de opoziție.[2] Iliescu este numit de presă Hopa-Ionică.[2]
- 27 iulie: O bombă a explodat la Jocurile Olimpice de la Atlanta, SUA, unde o persoană a murit si alte 111 au fost rănite.
- 31 iulie: Se dă publicității un sondj CURS inițiat de Fundația Soros pentru o Societate Deschisă cu următoarele rezultate: CDR - 33%; PDSR - 29%; USD - 12%; UDMR - 6%; PSM - 4%; PRM - 4%; PUNR - 4%; PAC- 3%; PDAR - 2%; PL’93 - 2%; PS - 1% iar pentru președinție: Ion Iliescu - 33%; Emil Constantinescu - 23%; Petre Roman - 16%; Corneliu Vadim Tudor - 3%; Gheorghe Funar - 2%; Adrian Păunescu - 1%; Alte personalități - 3%; Nu știu - 19%.[2]

## Nașteri

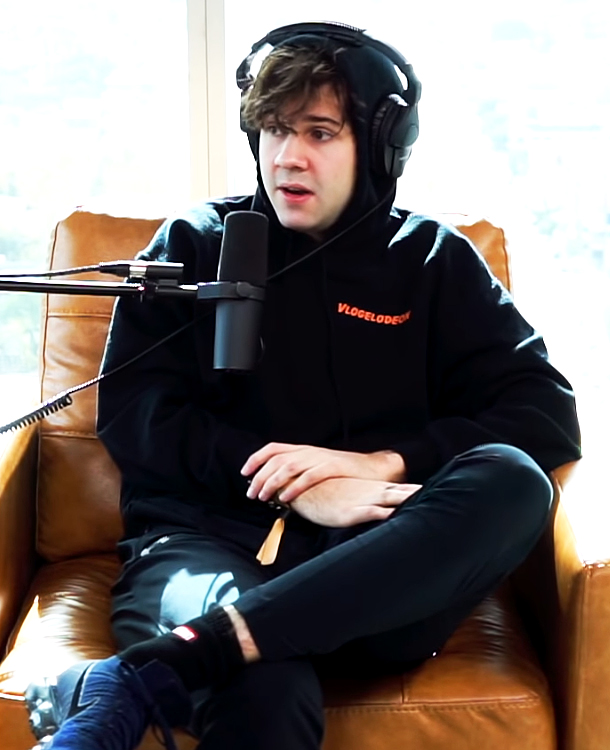
David Dobrik

- 1 iulie: Adelina Sotnikova, sportivă rusă (patinaj artistic)
- 2 iulie: Tallon Griekspoor, jucător de tenis olandez
- 3 iulie: Kendji Girac, cântăreț francez
- 5 iulie: Iuliana Popa, canotoare română
- 6 iulie: Kristal Abazaj, fotbalist albanez (atacant)
- 11 iulie: Andrija Živković, fotbalist sârb
- 12 iulie: Constantin Adam, canotor român
- 20 iulie: Joey Bragg, actor american
- 23 iulie: David Dobrik, YouTuber slovac
- 25 iulie: Filippo Ganna, ciclist italian
- 26 iulie: Koya Kitagawa, fotbalist japonez
- 28 iulie: Lee In Sung, actor sud-coreean
- 28 iulie: Lee In-sung, actor sud-coreean
- 28 iulie: Harriet Dart, jucătoare de tenis britanică
- 31 iulie: Blake Michael, actor și muzician american

## Decese
Mia Braia (Maria Braia), 84 ani, cântăreață română (n. 1911)
Barry Crump, 61 ani, scriitor neozeelandez (n. 1935)* 3 iulie: Barry Crump, 61 ani, scriitor neozeelandez (n. 1935)
Albrecht, Duce de Bavaria (n. Albrecht Luitpold Ferdinand Michael), 91 ani (n. 1922)
Eno Raud, 68 ani, scriitor estonian (n. 1928)
Nicolae Haralambie Carandino, 90 ani, scriitor și cronicar dramatic român (n. 1905)
David Nicolson, 73 ani, politician britanic (n. 1922)
Claudette Colbert, actriță francezo-americană (n. 1903)
Ricardo Molinari (Ricardo Eufemio Molinari), 98 ani, scriitor argentinian (n. 1898)